# Coeleumenes multicolor
Coeleumenes multicolor är en stekelart som först beskrevs av Giordani Soika 1935.  Coeleumenes multicolor ingår i släktet Coeleumenes och familjen Eumenidae. Inga underarter finns listade i Catalogue of Life.